# 奈倉文二
奈倉 文二（なぐら ぶんじ、1942年 - ）は、日本の経済学者・歴史学者。経済学博士（東京大学・論文博士・1985年）。茨城大学名誉教授、獨協大学名誉教授。
専門は、近現代日本経済史、特に鉄鋼業史・日英関係大企業史、とりわけ兵器鉄鋼産業史。

## 略歴
- 1968年 東京大学経済学部卒業
- 1974年 同大学大学院経済学研究科博士課程単位取得退学。
- 1974年-1977年 茨城大学人文学部講師
- 1977年-1985年 同助教授
- 1985年-2002年 同教授
- 2002年-2012年 獨協大学経済学部教授

## 著書

### 単著
- 『日本鉄鋼業史の研究――1910年代から30年代前半の構造的特徴』（近藤出版社、1984年）
- 『兵器鉄鋼会社の日英関係史――日本製鋼所と英国側株主 1907～52』（日本経済評論社、1998年）
- 『日本軍事関連産業史――海軍と英国兵器会社』（日本経済評論社、2013年）

### 共著
- （横井勝彦・小野塚知二）『日英兵器産業とシーメンス事件――武器移転の国際経済史』（日本経済評論社、2003年）

### 共編著
- （横井勝彦）『日英兵器産業史――武器移転の経済史的研究』（日本経済評論社、2005年）